# Motí en la fragata Numància

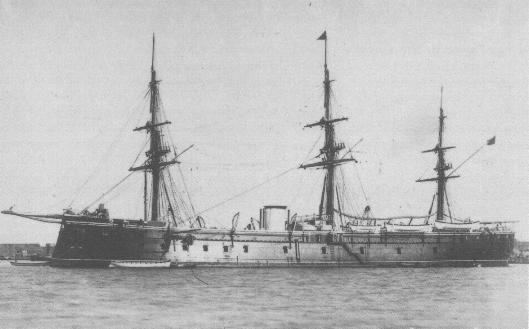
La fragata cuirassada Numancia.

El motí en la fragata Numancia es va produir la nit de l'1 al 2 d'agost de 1911 quan un fogoner, Antonio Sánchez Moya, un artiller i uns altres dotze membres de la tripulació de la fragata Numancia s'amotinaren quan realitzaven tasques com a cuirassat guardacostes en aigües de Tànger.
Els amotinats pretenien declarar la República i van amenaçar de bombardejar Màlaga. L'actuació de l'oficial de guàrdia de la Numància, el 9 d'agost, va ser decisiva per sufocar el motí.
Amb posterioritat, en judici sumaríssim, el capitost, Antonio Sánchez Moya, va ser condemnat a mort per afusellament, que es va efectuar el 9 d'agost de 1911 a bord del mateix buc fora del port de Cadis. Uns altres sis mariners amotinats van ser condemnats a cadena perpètua.